# Гёте, Оттилия фон
Оттилия Вильгельмина Эрнестина Генриетта фон Гёте (нем. Ottilie Wilhelmine Ernestine Henriette von Goethe, урожд. баронесса Оттилия фон Погвиш (Ottilie von Pogwisch); 31 октября 1796[…], Данциг, Западная Пруссия — 26 октября 1872[…], Веймар[…]) — супруга единственного сына Иоганна Вольфганга Гёте Августа.
Отец Оттилии Вильгельм Юлиус фон Погвиш принадлежал к гольштинскому дворянскому роду, мать Генриетта — урождённая графиня Генкель-Доннерсмарк. Оттилия вышла замуж за Августа Гёте 17 июня 1817 года. В их семье родилось трое детей:
- Вальтер Вольфганг фон Гёте (1818—1885),
- Вольфганг Максимилиан фон Гёте (1820—1883) и
- Альма фон Гёте (1827—1844).

В течение 15 лет Оттилия проживала в веймарском доме Гёте и благодаря своему острому уму получила признание в кругу старшего Гёте. В 1829 году она основала газету «Хаос», где публиковались работы Гёте, а также веймарских друзей Оттилии и других знаменитостей. Под одной крышей с Гёте в течение десяти лет проживала и сестра Оттилии Ульрика. Муж Оттилии Август умер в 1830 году в Италии, великий Гёте — в 1832 году. Завещание свёкра лишило Оттилию финансовой возможности повторно выйти замуж. Оттилия много путешествовала. В 1835 году Оттилия фон Гёте родила в Вене внебрачную дочь Анну Стори от английского офицера. В 1840 году Оттилия вращалась в кругах Карла фон Гольтея, Франца Грильпарцера, Людвига Августа Франкля фон Хохварта, Эдуарда фон Бауэрнфельда, Эдуарда фон Фейхтерслебена и Франца фон Шобера. 16 июня 1841 года Оттилия вернулась в Веймар, а в 1843—1844 годах вновь переехала в Вену.